# Richard C. Thomas
Richard C. Thomas (* 3. Mai 1937 in Maine; † 2. November 1991) war ein US-amerikanischer Politiker, der von 1969 bis 1977 Secretary of State von Vermont war.

## Leben
Richard C. Thomas wurde in Maine als Sohn von Orin und Amelia Thomas geboren. Die Familie zog nach Rutland, Vermont, wo Thomas aufwuchs. Im Jahr 1959 machte er seinen Abschluss am Middlebury College und besuchte dann für ein Jahr die Georgetown University, um Rechtswissenschaften zu studieren. Anschließend arbeitete er von 1963 bis 1965 für den Kongressabgeordneten Winston L. Prouty. Er organisierte den Wahlkampf für Prouty, war Pressesprecher und wissenschaftlicher Mitarbeiter.
Thomas war Mitglied der Vermonter Schwesterpartei der Republikanischen Partei und von 1965 bis 1968 Secretary of the Vermont Republican State Committee, im Jahr 1968 zudem Assistent Clerk im Repräsentantenhaus von Vermont.
Von 1969 bis 1977 gewann er viermal die Wahl zum Secretary of State. Die Wahl im Jahr 1976 verlor er jedoch gegen James A. Guest. Danach arbeitete er für die Federal Election Commission als Direktor für staatliche Beziehungen.
Richard C. Thomas starb am 2. November 1991.